# Shōwa (Gunma)
Shōwa (昭和村 Shōwa-mura?) es una villa situada en el distrito de Tone, en la prefectura de Gunma, Japón. Tiene una población estimada, a fines de mayo de 2025, de 6971 habitantes.

## Geografía
La localidad se encuentra en la parte central de la prefectura de Gunma, en la ladera noroeste del monte Akagi, está rodeada al norte, este y oeste por la ciudad de Numata y al sur por Shibukawa.

## Historia
Durante el período Edo, el área del actual Shōwa era parte del territorio tenryō en la provincia de Kōzuke y estaba administrada directamente por el shogunato Tokugawa. El 1 de abril de 1889, con la creación del sistema de municipios tras la restauración Meiji, se establecieron las villas Kuroho e Itonose dentro del distrito de Kitaseta. En 1896 el distrito de Kitaseta y una parte del distrito de Agatsuma fueron transferidos al distrito de Tone. Las dos villas se fusionaron el 1 de noviembre de 1958 para formar Shōwa.

## Demografía
Según los datos del censo japonés, la población de Shōwa ha descendido en los últimos 60 años.
| Gráfica de evolución demográfica de Shōwa entre 1960 y 2025 |
|                                                             |
| Oficina de Estadística de Japón                             |